# Georgius Candidius
Georgius Candidius, talvolta accreditato anche come George Candidius (cinese tradizionale: 干治士; pinyin: Gān Zhìshì; Kirchardt, 1597 – Batavia, 30 aprile 1647), è stato un missionario olandese a Taiwan dal 1627 al 1637, per conto della Chiesa Riformata Olandese.

## Biografia
Egli fu il primo missionario ad essere assegnato sull'isola, ed in suo onore l'attuale lago Riyue, al centro di Taiwan, fu denominato Lago Candidius, sebbene tale nome di cui si ha testimonianza nella vecchia letteratura inglese non sia mai stato attestato nelle lingue locali.
Dopo un anno di permanenza nella regione di Tayouan (la Tainan attuale), Candidius commentò, a proposito dei suoi doveri da missionario:
Ho fatto uso di molta diligenza per imparare la loro lingua, e dall'inizio per istruirli alla fede cristiana; e ho avuto successo a tal punto che quindici giorni prima del Natale dell'anno 1628 vi erano centoventotto persone che conoscevano le preghiere ed erano capaci di rispondere nella maniera più soddisfacente a domande riguardanti i principali articoli della nostra fede cristiana; ma per qualche ragione nessuno di questi è stato battezzato.

### Vita privata
Nel 1632 sposò Saartje Specx, donna che nel 1629 fu coinvolta in uno scandolo nella città di Batavia.